# Gabriela Puzynina
Albina Gabriela Puzynina (ur. 24 września 1815 w Wilnie, zm. 16 sierpnia 1869 w Horodziłowie) – polska księżna, poetka, komediopisarka i pamiętnikarka.

## Życiorys
Urodziła się w zamożnej rodzinie ziemiańskiej, była najmłodszą z trojga dzieci (córek) Adama Günthera i Aleksandry z Tyzenhauzów (zm. 1843).
Jako poetka debiutowała w 1838. Współpracowała z redakcją pisma „Kronika Rodzinna”. W 1846 podjęła próby założenia własnej gazety „Teki Litwinek”. Wyszła za mąż 15 lipca 1851 za Tadeusza Puzynę i  zamieszkała w jego majątku Horodziłów. Stworzyła swojego rodzaju ośrodek życia umysłowego i artystycznego. W jej salonie bywali oprócz ziemian i duchownych także artyści i aktorzy, inicjowała wspólne lektury, przedstawienia amatorskie. Gościła u siebie Ludwika Kondratowicza, do kręgu jej znajomych należeli Antoni Kątski, Józef Korzeniowski, Władysław Mickiewicz, Stanisław Moniuszko, Henryk Wieniawski. Była autorką pamiętników, w których z kronikarską precyzją pisała o środowisku w jakim się obracała, o inteligencji wileńskiej i warszawskiej. Jej pamiętniki przepełnione są anegdotami, a także wątkami biograficznymi i autobiograficznymi.Rękopis, dyktowany przez autorkę specjalnej sekretarce, zilustrowany mnóstwem rysunków i fotografii, był przechowywany w Bibliotece Ordynacji Przezdzieckich i wraz z nią uległ zniszczeniu w r. 1944 w czasie powstania warszawskiego.
Małżeństwo z Tadeuszem Puzyna pozostało bezdzietne. Zmarła w Horodziłowie i została pochowana w podziemiach tamtejszego kościoła.

## Dzieła
- Moja pamięć
- W Wilnie i w dworach litewskich (wydanie pośmiertne, 1928)
- Prozą i wierszem[2]
- W imię Boże[3]
- Małe a prawdziwe opowiadania[4]